# Tákos
Tákos község Szabolcs-Szatmár-Bereg vármegyében, a Vásárosnaményi járásban, mely református templomáról vált nemzetközi szinten is ismertté.

## Fekvése
Tákos Szabolcs-Szatmár-Bereg vármegye keleti felében, a Szatmár-Beregi-síkságon található kis település. A 41-es főút mellett, Mátészalkától 28 km, Vásárosnaménytól, Beregsuránytól 11–11 km, Csarodától 3 km távolságra található.

## Története
Tákos első írásos említése 1321-ből való egy perrel kapcsolatban, amely szerint Kállai Ubul feldúlta fia, a Kaplon nemzetség-beli Sándor mester tákosi birtokát.
A 15. században a Csarnavodai, Surányi és a velük rokon Makray család révén a Szepesi családbeliek is bírták egy részét.
1488-ban a Csicseri Orosz család is birtokot szerzett a településen.
1500-ban a falu egy részét Murgai János kapta királyi adományként.
Az 1567. évi adóösszeírásban Tákosi Pál, Szalmadi Imre és Görbedi László voltak a település földesurai.
A 17. század második felében a Csicseri Orosz családnak volt itt birtoka és udvarháza, a 18-19. században pedig a Buday család birtokolta.

## Közélete

### Polgármesterei
- 1990–1994: Kiss Mihály (független)[4]
- 1994–1998: Kiss Mihály (független)[5]
- 1998–2002: Kiss Mihály (független)[6]
- 2002–2006: Nagy Gábor Csaba (független)[7]
- 2006–2010: Varga János (független)[8]
- 2010–2014: Varga János (független)[9]
- 2014–2019: Filep Sándor (független)[10]
- 2019–2024: Filep Sándor (független)[11]
- 2024– : Filep Sándor (független)[1]

## Népesség
A település népességének változása:
| Lakosok száma | 357  | 347  | 354  | 333  | 341  | 354  | 346  |
|               | 2013 | 2014 | 2015 | 2021 | 2022 | 2023 | 2024 |

2001-ben a település lakosságának 89%-a magyar, 11%-a cigány nemzetiségűnek vallotta magát.
A 2011-es népszámlálás során a lakosok 99,4%-a magyarnak, 9,6% cigánynak mondta magát (0,6% nem nyilatkozott; a kettős identitások miatt a végösszeg nagyobb lehet 100%-nál). A vallási megoszlás a következő volt: római katolikus 4%, református 92%, görögkatolikus 0,3%, evangélikus 0,3%, felekezeten kívüli 0,9% (2,5% nem válaszolt).
2022-ben a lakosság 92,4%-a vallotta magát magyarnak, 2,6% cigánynak, 2,3% ukránnak, 0,3% ruszinnak, 0,9% egyéb, nem hazai nemzetiségűnek (7,3% nem nyilatkozott; a kettős identitások miatt a végösszeg nagyobb lehet 100%-nál). Vallásuk szerint 2,9% volt római katolikus, 72,4% református, 4,1% görög katolikus, 0,3% evangélikus, 1,5% felekezeten kívüli (18,2% nem válaszolt).

## Nevezetességei

### Református templom

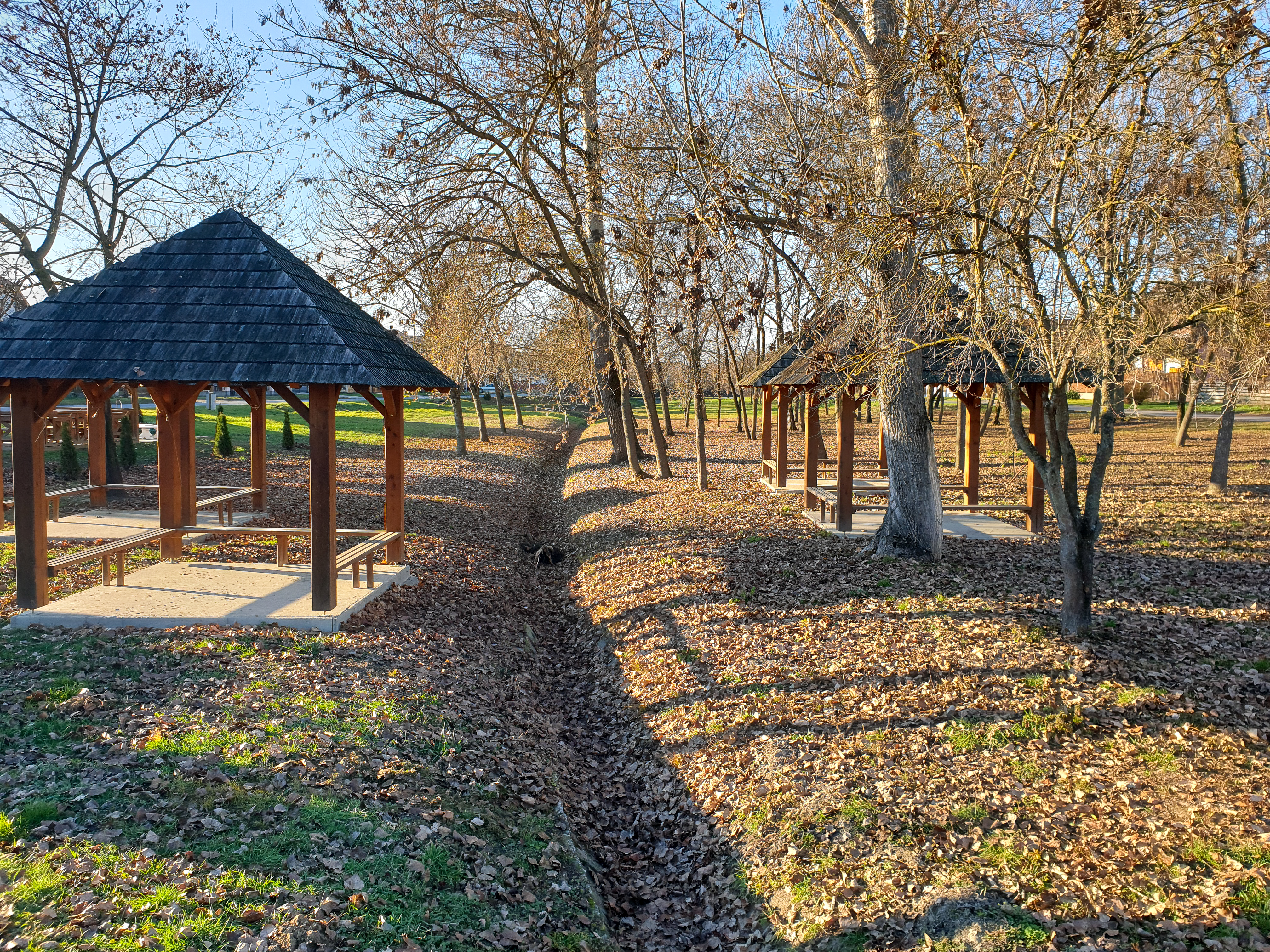
Park a falu közepén

Tákos református temploma Európában egyedülálló. Az 1766-ban épült népi barokk stílusú, zsindellyel fedett templomot 1784-ben nyugat felé bővítették. Azóta csaknem változatlan formában látható.

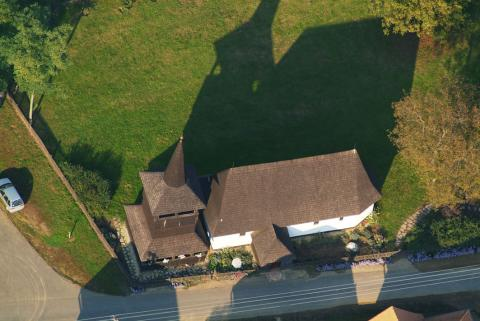
A tákosi református templom légifelvételen

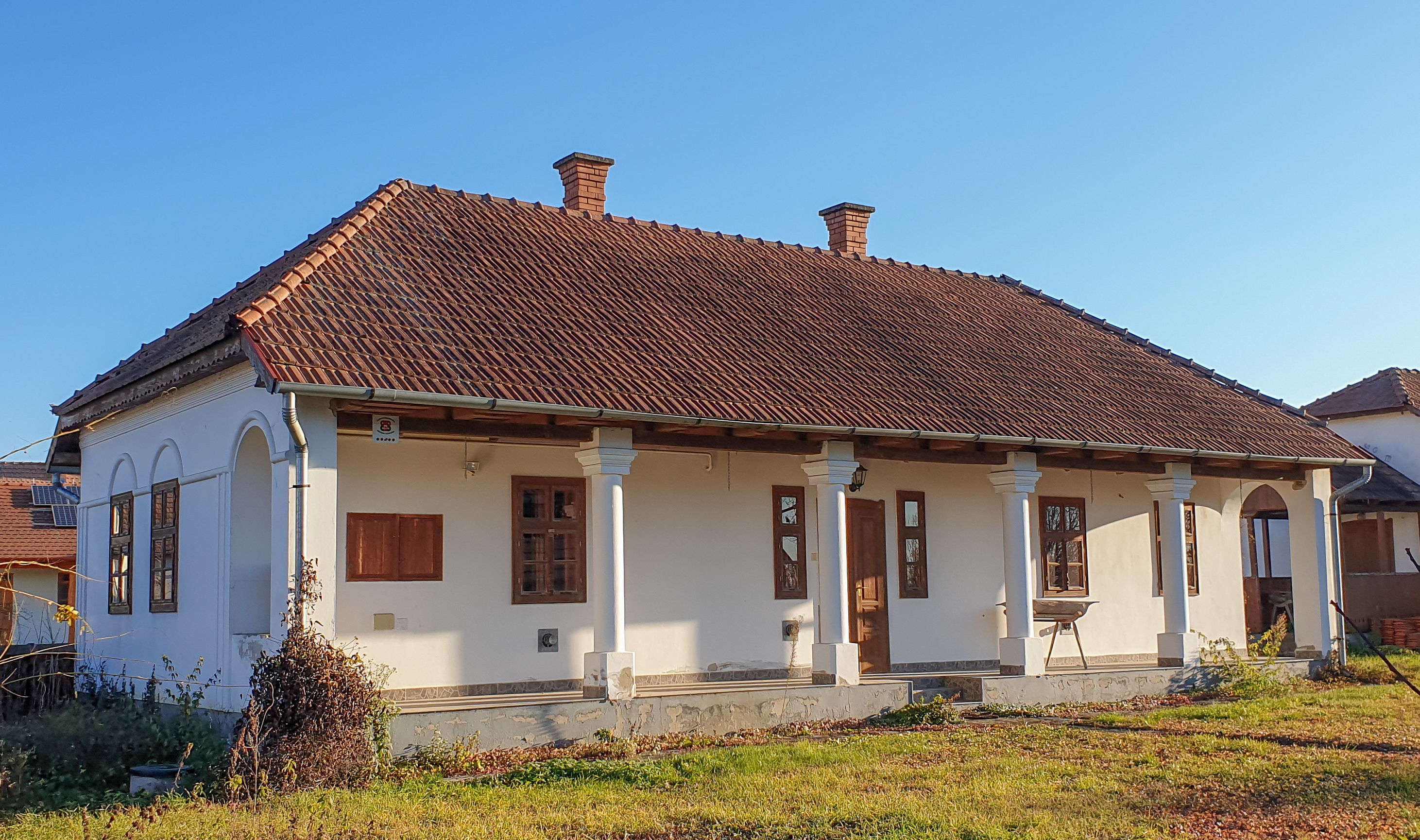
Hagyományos lakóépület

Mária Terézia a reformátusoknak is megtiltotta a téglával és kővel való templomépítést, ekkor a tákosiak megfogadták, hogy a tiltás ellenére is templomot emelnek maguknak, mégpedig abból, ami bőven áll a rendelkezésükre, fából és sárból. Az agyagos, erdős területen az emberek vesszőt szedtek, amelyből sövényt fontak. Ezt követően agyagos földet áztattak be, törekkel, pelyvával megszórták, és mezítláb megtaposták. Innen a templom közkeletű elnevezése: "mezítlábas Notre-Dame" .   
Ebből vetették a vályogtéglát, amivel aztán a sövényt két oldalról megtapasztották. A templom padlója döngölt sár. Elkészültét követően a templomépítők öntudatosan hangoztatták, hogy a templomot „a tákosi nép emelte magának, fából és sárból".  
A templomot malomkövekre emelt, nagyméretű, 40-45 centiméter átmérőjű, talpgerendák tartják. Megjelenése egészében a középkori gótikus faépítészet stílusjegyeit hordozza magán, a 18. századi népi építészet kimagasló művészeti alkotása.
A templom belsejében egyedi, festett berendezés található. 1766 –1799-ből való mennyezete 58 festett virágos kazettából áll: a kazettás famennyezetet Asztalos Ládor Ferenc készítette. Fő motívuma a tulipán, a rózsa és a szívvirág.
A templombelsőben faragott és festett padok vannak. A szószékkel szemben elhelyezett kegyúri pad mellvédje is virágmintás, ezzel harmonikus egységet alkot a templom többi festett felületével. A módosabb gazdák az első sorokban családi széket csináltattak. Megtalálható Buday László 1766-ban, és Dancs Imre 1767-ben készített családi széke. A festett díszítések közül egyszerűségében is különlegesen szép a padra festett életfa.
A hasonló díszítésű hatszögletű szószéket is a mennyezetet készítő mester készítette 1766-ban. A mester a szószéken nyújtotta tudása legjavát. Arányos, szépen tagolt, hangvető koronáját bibliai idézet dísziti. 
A templom mellett álló, 1767-ben készült, faépítésű harangtornyot az 1980-tól 1985-ig tartó restaurálás során az eredeti stílusában újraépítették.
A templom évenkénti újjászületésének időpontja szenteste, azaz december 24-én van, ekkor a fénysugár pontosan a nyugati rész első padsorába faragott turulmadarat, a magyarok jelképét világítja meg.

### Kézimunka
Híresek az itt készült "beregi keresztszemes" kézimunkák is, melyeket még ma is készít a lakosság.

## Természeti értékei
A település határában található a 600 hektár kiterjedésű Bockereki-erdő, mely a tájvédelmi körzet része.
Égerlápos erdők, gyöngyvirágos-tölgyesek foltjai tarkítják a tájat.
A fekete gólyák kedvenc fészkelőhelye, de megtalálható itt a keresztes vipera ritka fekete változata is.